# Nesofregetta fuliginosa
Nesofregetta fuliginosa là một loài chim trong họ Hydrobatidae.